# Abdul Karim al-Anizi
Abdul Karim al-Anizi est un homme politique irakien, membre de l'Assemblée nationale irakienne et chef du Parti islamique Dawa - Organisation d'Irak, le cinquième parti en ordre d'importance dans la coalition de l'Alliance irakienne unifiée.
Il a été secrétaire d'État pour la Sécurité nationale dans le gouvernement de transition (avril 2005 - avril 2006).
En mai 2005 on pensait fortement à lui comme Premier Ministre après que l'alliance kurde et le Front irakien d'entente, sunnite, se soient opposés à la permanence à cette de place d'Ibrahim al-Jaafari.